# Вигљаш
Вигљаш (слч. Vígľaš) насељено је мјесто са административним статусом сеоске општине (слч. obec) у округу Дјетва, у Банскобистричком крају, Словачка Република.

## Становништво
| Година:    | 1994. | 2004.   | 2014.   | 2024.    |
| ---------- | ----- | ------- | ------- | -------- |
| Број људи: | 1607  | 1663    | 1667    | 1477     |
| Разлика:   |       | +3,48 % | +0,24 % | -11,39 % |

| Година:    | 2023. | 2024.   |
| ---------- | ----- | ------- |
| Број људи: | 1501  | 1477    |
| Разлика:   |       | -1,59 % |

Према подацима о броју становника из 2011. године насеље је имало 1.697 становника.